# Anthony Doerr
Anthony Doerr (27 d'octubre de 1973) és un escriptor estatunidenc. L'any 2015 va ser guardonat amb el Premi Pulitzer d'Obres de Ficció, per la seva novel·la All the Light We Cannot See, publicada el 2014.

## Primers anys i educació
Nascut a Novelty, Ohio, Va estudiar a la University School, graduant-se el 1991. Es va llicenciar en Història al Bowdoin College in Brunswick, Maine, graduant-se el 1995, i va cursar un màster a la Bowling Green State University.

## Carrera
El primer llibre publicat per Doerr va ser una recopilació de contes curts, titulada The Shell Collector (2002). Moltes històries estaven situades a Àfrica i Nova Zelanda, on l'autor va viure i treballar. Va escriure un altre llibre de contes, titulat Memory Wall (2010). La seva primera novel·la, About Grace, va sortir publicada el 2004. També va escriure un llibre de memòries, Four Seasons in Rome, que es va publicar el 2007.
La seva segona novel·la, All the Light We Cannot See, situada la França ocupada durant la Segona Guerra Mundial, es va publicar el 2014. Va ser aclamada per la crítica i va rebre nombrosos premis i reconeixements.
Doerr escriu una columna de llibres de ciència al Boston Globe i col·labora amb la revista digital The Morning News.

## Vida privada
Doerr està casat, és pare de bessons i viu a Boise, Idaho.

### Novel·les
- About Grace (2004) ISBN 978-0-7432-6182-1
- All the Light We Cannot See (2014) ISBN 1476746583

### Contes
- The Shell Collector[7] (2002) ISBN 1439190054
- Memory Wall (2010) ISBN 978-1-4391-8280-2

### Memòries
- Four Seasons in Rome: On Twins, Insomnia and the Biggest Funeral in the History of the World[8] (2007) ISBN 978-1-4165-4001-4

## Premis
- Barnes & Noble Discover Prize, for The Shell Collector.
- Rome Prize de l'American Academy of Arts and Letters i de l'American Academy in Rome.
- 2003: New York Public Library's Young Lions Fiction Award, per, The Shell Collector.
- 2005, 2011: Ohioana Book Award per About Grace i Memory Wall, respectivament.
- 2010: Guggenheim Fellowship.
- 2011: The Story Prize, per, Memory Wall.
- 2011: Sunday Times EFG Private Bank Short Story Award, per, 'The Deep'.[9][10]
- 2014: Finalista del National Book Award for Fiction.
- 2015: Premi Pulitzer per All the Light We Cannot See.
- 2015: Premi Alex per All the Light We Cannot See.[11]